# Cuahuichotla
Cuahuichotla är en ort i Mexiko.   Den ligger i kommunen Ajalpan och delstaten Puebla, i den sydöstra delen av landet, 240 km öster om huvudstaden Mexico City. Cuahuichotla ligger 2 205 meter över havet och antalet invånare är 615.
Terrängen runt Cuahuichotla är kuperad. Runt Cuahuichotla är det ganska tätbefolkat, med 134 invånare per kvadratkilometer. Närmaste större samhälle är Tecpantzacoalco, 3,0 km öster om Cuahuichotla. Omgivningarna runt Cuahuichotla är en mosaik av jordbruksmark och naturlig växtlighet.